# 尚州の戦い
尚州の戦い（しょうしゅうのたたかい、朝鮮語読み：尚州はサンジュ）は、文禄元年（1592年）4月24日（旧暦）、尚州市の近くで戦われた文禄・慶長の役初期の戦闘の一つである。

## 背景
釜山から漢城府（京城）に向かう街道は三路あり、そのうちの1つ中路は、梁山→密陽→清道→大邱→仁同→善山→尚州→聞慶から鳥嶺を越えて都に達するものだったが、尚州城は慶尚道の中で最も重要な拠点であった。
慶尚道巡察使金睟は、「制勝方略」という事前の計画に則って、聞慶以下の周辺の邑々の守令に命じて大邱に軍兵を集結させ、自身も同地で待機して中央から将が派遣されるのを待っていた。ところが、小西行長が率いる一番隊の進撃が予想以上に早く、日本軍迫るの報告に、招集されたばかりの朝鮮将兵は動揺して、夜の間に脱走し、戦う前に軍は潰散してしまった。
これで、同じ頃の慶尚左兵使李玨の逃亡と合わせて、慶尚道の防衛体制は完全に崩壊した。

## 概要
4月16日に巡察使に任命された名将李鎰は、軍の不備により3日遅れの19日に漢城府を発って、僅か60名の軍官（士官）だけを率いて強行軍で進んだが、聞慶には一兵もいなかった。23日に李鎰は尚州城に到着したが、尚州牧使金澥は、巡察使を出迎えるという口実で城を出て行ったまま帰らず、逃走していた。尚州城には尚州判官權吉が一人取り残されていて、やはり一兵もいなかった。激怒した李鎰は彼を斬ろうとしたが、權吉は哀願して許しを請い、自ら数百名を近隣から集めてきたが、皆農民であった。李鎰は、尚州の官倉を開いて穀物を分け与えることで避難民を集めて、そこから数百名を選抜して即席の兵士とした。これらを併せて6,000名余の軍勢となった。
一方、小西行長と一番隊はこのときすでに善山を通過して、夜には尚州まで20里程の長川で宿営していた。開寧（現在の金泉市の一部）の住民がこれを通報したが、李鎰は信用せず「衆を惑わすもの」として斬ろうとしたので、この開寧の住民は号泣して、自分を牢に入れもし明朝日本軍が来なかったらその時は斬ってくれと懇願した。翌24日の朝に日本軍は現れず、この者は斬られた。
李鎰は800か900名程度の手勢を連れて尚州城を出て、北の小さな丘の上に陣を張ると、川辺で練兵をしていた。するとしばらくして、林木の合間より日本軍の斥候らしき人影がちらほら見受けられるようになった。兵士達は怪しんだが、開寧の住民の末路に懲りて誰も将軍に言い出せずにいた。
正午頃、尚州城の数カ所から煙が立ち上ってるのが遠くに見えたので、李鎰は軍官に命じて確認に行かせた。しかし軍官は、少し行ったところで橋の下に潜んでいた日本兵の鉄砲に撃たれて落馬し、瞬く間に首を切り取られた。朝鮮将兵一同が大いに驚き、士気を挫かれていると、日本軍が大挙して現れ、十余名の鉄砲足軽が前に出て発砲し挑発してきたので、李鎰も兵を出して弓で応射を命じた。しかし（兵の未熟ゆえに）発射した矢は数十歩先で落ちて、一つも届かなかった。
日本軍は、正面から小西行長隊が、松浦鎮信、大村喜前・五島純玄の各隊は左右から攻撃した。さらに背後に宗義智隊が兵を進めて退路を断とうとしたのを見て、李鎰は包囲されては命はないと考え、慌てて北に敗走したが、李鎰自身も馬を棄て、衣服を投げ捨て、髪を振り乱して逃げるという有様で、李鎰の軍は潰走した。300人が討ち取られ、防禦使兼兵曹佐郎李慶流や尚州判官權吉といった多くの軍官が戦死した。
この戦いの前に尚州城はすでに落城しており、従事官（官僚）で校理の朴篪、尹暹も死亡し、倭学通事（通訳）景応舜は捕虜となった。

## その後
李鎰は聞慶にたどり着き、書面で敗北を報告。さらに鳥嶺に退き、そこで 申砬の軍が忠州にいることを知って同地に向かった。
小西行長は戦いが終わると、宗氏の家臣と面識がある礼曹参判（外務次官）李徳馨に宛てた手紙を持たせて景応舜を解放し、忠州での会見を要請した。李徳馨を介して朝鮮国王に降伏を求めるつもりであった。